# Ostrów Królewski
Ostrów Królewski – wieś w Polsce położona w województwie małopolskim, w powiecie bocheńskim, w gminie Rzezawa.
W latach 1975–1998 miejscowość należała do województwa tarnowskiego. Integralna część miejscowości: Rząd.

## Położenie
Ostrów Królewski położony jest w zachodniej części gminy. Od zach. i płn. graniczy z gminą Bochnia i stanowi granicę gminy. Sąsiaduje z sołectwami:
- Borek – od wschodu,
- Rzezawa – od południa.

## Historia
Wieś jest najstarszym terenem osadnictwa na terenie gminy Rzezawa. Świadczą o tym kopce ziemne z czasów wczesnego średniowiecza (IX–X w.), jednak bez dokładnej metryki archeologicznej.
Miejscowość jest datowana przed 1350 rokiem. W XIV w. weszła w skład dóbr krzeczowskich. Ostrów Królewski wszedł pod panowanie Austrii już podczas I rozbioru. 23 sierpnia 1775 wrogie wojska zajęły dobra krzeczowskie, do których należał również Ostrów. Był on wtedy w posesji Ignacego Dydyńskiego. W połowie XIX w. wieś weszła w ręce szlacheckie.
Do najstarszych obiektów na terenie wsi należą dwie kapliczki przydrożne z 1872 roku oraz budynek szkoły ukończony w 1910 roku.

## Oświata
Szkoła w Ostrowie Królewskim powstała w 1850 roku. Funkcjonowała do roku 1870. Wznowiła pracę w 1904 roku.

## Ostrów dziś
Duża część mieszkańców zajmuje się rolnictwem.
Do miejscowości dojeżdżają autobusy Regionalnego Przedsiębiorstwa Komunikacyjnego. Ulice oświetlają 33 lampy uliczne. W Ostrowie działa przedszkole oraz szkoła.

## Sport
W Ostrowie Królewskim działa klub sportowy LZS Ostrowianka Ostrów Królewski posiadający sekcję piłki nożnej. Obecnie piłkarze grają w B-klasie. Tradycyjne barwy to czerwono-czarne.

## OSP Ostrów Królewski
Od 1905 roku we wsi istnieje jednostka ochotniczej straży pożarnej. Należy do niej 35 osób, w tym 30 czynnych. Strażacy mają do dyspozycji pożarniczego Żuka z 1993 roku.